# Tankelagar
Tankelagar kallas de fundamentala lagar, eller logiska principer, som är självklara och inte behöver bevisas för att accepteras. Vilka dessa lagar är, är inte helt okontroversiellt, men tre accepterade är identitetslagen (A är A), motsägelselagen (ingenting kan vara både A och icke-A) samt lagen om det uteslutna tredje (allt måste antingen vara eller icke vara).